# Крішна I
Крішна I (*ಮೊದಲನೇ ಕೃಷ್ಣ, д/н —774) — магараджахіраджа (цар царів) держави у центральній Індії у 756–774 роках.

## Життєпис
Походив з династії Раштракутів. Про батьків його відомо замало. У 756 році наслідував трон після смерті свого небожа Дантідурги. Він завершив у 757 році перемогою війну проти Кіртівармана II, магараджихіраджи Чалук'я, захопивши їх столицю Бадамі. Після цього держава останніх була знищена. Наступним походом переміг раджу на ім'я Рахаппа (інших відомостей про нього немає). В наступні роки спустошив державу Західних Гангів, завдав поразки його магараджи Сріпуруші, підкорив південний Конкан, здолав Вішну-вархана IV з династі Східних Чалук'їв.
У внутрішній політиці здебільшого підтримував шиваїстів та джайністів. Важливим звершенням було започаткування 18 храмів в Еллорі, з яких найвеличнішим став храм Шиви у скелі. У 774 році після смерті Крішни I йому спадкував син Говінда II.